# Sumpfzypressenallee Grillendamm
Die Sumpfzypressenallee am Grillendamm ist ein Naturdenkmal in Brandenburg an der Havel in Brandenburg. Es handelt sich um eine über 170 Jahre alte Allee, welche mit in Nordamerika heimischen Echten Sumpfzypressen (Taxodium distichum) bepflanzt ist. Neben alten Bäumen wurden im 21. Jahrhundert auch Neuanpflanzungen getätigt.

## Geschichte
Der Grillendamm ist eine bereits seit dem Mittelalter bestehende Straße beziehungsweise ein Damm zwischen der damals selbstständigen Altstadt und dem Dom Brandenburg. Er befindet sich auf einer der Dominsel vorgelagerten Havelinsel. Im Jahr 1841 ließ der Ratsherr Johann Gottfried Bröse erste Sumpfzypressen am Grillendamm anpflanzen. Diese Bäume sind in Nordamerika heimisch, in Europa seit Jahrtausenden mit den Eiszeiten wie viele weitere Arten jedoch ausgestorben. Fossilien wurden in Braunkohlerevieren beispielsweise in der Niederlausitz gefunden.
1934 wurde die Allee als Naturdenkmal ausgewiesen. Im September des Jahres 2000 wurden vier Sumpfzypressen aufgrund von Sturmschäden gefällt, während weitere Bäume beschnitten werden mussten. Weiterhin wurden die Zypressen verseilt, um die Bäume weniger anfällig für Winde zu machen und so eine möglichst lange Lebensdauer zu gewährleisten. Weiterhin wurden mehrere junge Sumpfzypressen in die Allee nachgepflanzt. 2003 kam es wiederum bei einem Baum zu Sturmschäden, sodass dieser im Verlauf gefällt werden musste. Auch für diesen Baum wurde Ersatz gepflanzt, sodass der Fortbestand des Naturdenkmals gesichert scheint.

## Baudenkmale
Neben dem Naturdenkmal Sumpfzypressenallee gibt es am Grillendamm die beiden als Baudenkmale ausgewiesenen und sich gegenüberliegenden Häuser Villa Tiede (Hausnummer 2) und Villa Kähne (Hausnummer 18).